# Coppa Bologna
Pour les articles homonymes, voir Bologna (homonymie).
La Coppa Bologna est une course cycliste italienne disputée autour de Montallese (it), frazione de la commune de Chiusi en Toscane. Créée en 1929, elle est actuellement organisée par l'ASD Bicidea Montallese. 
Cette épreuve fait partie du calendrier national de la Fédération cycliste italienne. Elle est ouverte aux coureurs espoirs (moins de 23 ans) et élites.  

## Histoire
La première édition de la Coppa Bologna s'est tenue en 1929, sur le territoire de la province de Sienne, avec pour départ et arrivée Montallese, hameau de Chiusi. L'événement sportif avait été organisé avec la contribution financière du Docteur Francesco Bologna, d'où son nom. En 1931, il n'est pas disputé, mais depuis 1934, il a été inclus dans le Championnat Régional Toscan. L'édition de cette année voit la victoire de Gino Bartali, membre de l'équipe SS Aquila. En 1935, Gabriele Diodato a gagné. Non joué dans les deux années 1936-1937, il voit la victoire de Francesco Doccini en 1940.
L'événement subira l'une des interruptions les plus longues de la période de la Seconde Guerre mondiale, de 1941 à 1948. En 1949, l'Unione Sportiva Montallese a été créée pour organiser les éditions de cette année jusqu'en 1956. En 1955, elle voit la victoire de  Sante Ranucci. En 1956, c'est Aurelio Cestari qui s'impose. Après une interruption d'une décennie (1957-1967), la prochaine édition est celle de 1968. La course de 1971 sera remportée par Francesco Moser, celle de 1976 sera remportée par Leonardo Mazzantini, celle de 1980 par Flavio Zappi, celui de 1985 par Franco Ballerini. De nouvelles interruptions se sont produites au cours de l'exercice biennal 1987-1988, puis de 1993 à 2009, avec l'édition 1990 remportée par Roberto Petito. 
La course reprend en 2010. À partir de l'année suivante, c'est une course nationale pour coureurs élites et espoirs. L'édition 2014 sert de parcours pour le championnat d'Italie des élites sans contrat.

## Palmarès
| Année     | Vainqueur                 | Deuxième                | Troisième              |
| --------- | ------------------------- | ----------------------- | ---------------------- |
| 1929      | Luciano Brunori           | Aminto Rossi            | Mario Zambelli         |
| 1930      | Luigi Paspeschi           | Ostilio Sonetti         | Agostino Bellandi (it) |
| 1931      | non disputé               | non disputé             | non disputé            |
| 1932      | Luciano Brunori           | Ascanio Arcangeli (it)  | Adolfo Bardoni         |
| 1933      | Ernesto Taddei            | Oscar Baronti (it)      | Aimone Landi           |
| 1934      | Gino Bartali              | Carlo Fabiani           | Augusto Ciappelli      |
| 1935      | Gabriele Diodato          |                         |                        |
| 1936-1937 | non disputé               | non disputé             | non disputé            |
| 1938      | Silvano Tucci             | Ennio Nardini           | Gino Fondi (it)        |
| 1939      | Giuseppe Savelli          | Augusto Gregori         | Pietro Boldrini        |
| 1940      | Francesco Doccini (it)    |                         |                        |
| 1941-1948 | non disputé               | non disputé             | non disputé            |
| 1949      | Raffaello Benedetti       | Marcello Ciolli         | Girardengo Bernardini  |
| 1950      | Danilo Dionisi            | Mario Dell'Agnello      | Domenico Innocenti     |
| 1951      | Gaspare Romiti            | Pietro Sartori          | Mario Balsimini        |
| 1952      | Franco Mari               | Giovanni Bindi          | Idrio Bui              |
| 1953      | Pietro Randazzo           | Fernando Desideri       | Vincenzo Ferretti      |
| 1954      | Mario Tosato              | Sergio Semprini         | Alvaro Faggiani        |
| 1955      | Sante Ranucci             | Arnaldo Alberti         | Quinto Furloni         |
| 1956      | Aurelio Cestari           | Idrio Bui               | Osvaldo Lelli          |
| 1957-1967 | non disputé               | non disputé             | non disputé            |
| 1968      | Alberto Bitossi           | Giuseppe Trinci         | Donato Giuliani        |
| 1969      | Piero Spinelli            | Silvano Ravagli         | Gianfranco Tavarelli   |
| 1970      | Marino Conton             | Silvano Ravagli         | Giorgio Morbiato       |
| 1971      | Francesco Moser           | Marino Conton           | Arcangelo Pica         |
| 1972      | Jan Smyrak (pl)           | Jerzy Żwirko            | Claudio Guarnieri      |
| 1973      | Salvatore Ghisellini      | Bruce Biddle            | Natalino Bernardis     |
| 1974      | Salvatore Ghisellini      | Armando Montagni        | Osvaldo Carpenè        |
| 1975      | Giuseppe Mori             | Giuseppe Fatato         | Antonio Bonini         |
| 1976      | Leonardo Mazzantini       | Andrea Checchi          | Vito Da Ros (it)       |
| 1977      | Giuseppe Solfrini         | Riccardo Volpe          | Walter Santeroni       |
| 1978      | Gino Tigli                | Cesare Sartini          | Pietro Giannarelli     |
| 1979      | Moreno Casalini           | Walter Pettinati        | Salvatore D'Amico      |
| 1980      | Flavio Zappi              | Ermino Olmati           | Piergiorgio Angeli     |
| 1981      | Alessio Lucchesi          | Ivano Maffei            | Juri Naldi             |
| 1982      | Juri Naldi                | Leo Ferrari             | Stefano Alderighi      |
| 1983      | Sauro Varocchi            | Tiziano Brogi           | Franco Cavicchi        |
| 1984      | Enrico Galleschi          | Franco Cavicchi         | Dario Montani (it)     |
| 1985      | Franco Ballerini          | Daniele Asti (it)       | Sandro Manzi           |
| 1986      | Salvatore Caruso          | Stefano Casagrande (it) | Antonio Fanelli        |
| 1987-1988 | non disputé               | non disputé             | non disputé            |
| 1989      | Sandro Manzi              | Angelo Citracca         | Franco Cavicchi        |
| 1990      | Roberto Petito            | Giuseppe Bellino        | Gianluigi Ciacci       |
| 1991      | Sandro Manzi              | David Tani              | Roberto Petito         |
| 1992      | Alessandro Calzolari (it) | Francesco Secchiari     | Alessio Galletti       |
| 1993-2009 | non disputé               | non disputé             | non disputé            |
| 2010      | Emiliano Betti            | Davide Mucelli          | Matteo Di Serafino     |
| 2011      | Ilya Gorodnichev          | Paolo Centra            | Davide Mucelli         |
| 2012      | Alessio Taliani           | Innocenzo Di Lorenzo    | Luca Wackermann        |
| 2013      | Pierre Paolo Penasa       | Marcin Mrożek           | Alessio Taliani        |
| 2014      | Davide Pacchiardo         | Evgeniy Krivosheev      | Marco D'Urbano         |
| 2015      | Marcin Mrożek             | Giuseppe Brovelli       | Federico Borella       |
| 2016      | Filippo Zaccanti          | Michael Delle Foglie    | Antonio Merolese       |
| 2017      | Raimondas Rumšas          | Giovanni Petroni        | Simone Bettinelli      |
| 2018      | Filippo Fiorelli          | Einer Rubio             | Tommaso Fiaschi        |
| 2019      | Raffaele Radice           | Riccardo Marchesini     | Claudio Longhitano     |
| 2020      | non disputé               | non disputé             | non disputé            |
| 2021      | Riccardo Lucca            | Edoardo Zambanini       | Paul Double            |
| 2022      | non disputé               | non disputé             | non disputé            |
| 2023      | Francesco Galimberti      | Edoardo Zamperini       | Cristian Rico          |
| 2024      | Andrea Guerra             | Francesco Di Felice     | Giosuè Crescioli       |
| 2025      | Marco Manenti             | George Wood             | Emanuele Ansaloni      |